# Мазунина (Осинский район)
Мазунина — деревня в Осинском городском округе Пермского края России.

## Географическое положение
Деревня расположена на западном берегу Тулвинского залива Воткинского водохранилища на расстоянии менее 1 километра по прямой на юг города Оса.

## История
Известна с 1646 года как деревня Аботурина, в ней тогда проживали некие Мазунины. Отмечено 6 дворов и 36 жителей в 1710 году, 491 житель в 1904 году. С 1929 года существовал колхоз «Красный самолёт». С 2006 по 2019 год входила в состав Осинского городского поселения Осинского района. После упразднения обоих муниципальных образований стала рядовым населённым пунктом Осинского городского округа.

## Климат
Климат умеренно континентальный. Среднегодовая температура составляет 2,5 °C. Количество атмосферных осадков за год около 598 мм, из них большая часть приходится на тёплый период (июнь-июль). Тёплый период (со среднесуточной температурой более 0 °C и выше) 155 дней. В среднем пять месяцев в году средняя температура воздуха составляет 8 °C.

## Население
Постоянное население составляло 129 человека (90 % русские) в 2002 году, 86 человек в 2010 году.